# Космос 419
Космос 419 е съветски космически апарат, който прави неуспешен опит да стигне до Марс. Изстрелването е извършено на 10 май 1971 г., но поради неизправност апаратът не успява да напусне ниската околоземна орбита.

## Профил на мисията
През 1971 г. Марс се намира най-близо до Земята от 1956 г. насам и затова Съветския съюз и САЩ правят нови опити да достигнат Червената планета. Космос 419 е трябвало да изпревари американските сонди Маринър 8 и 9 и да стане първият космически апарат в орбита около Марс. Маринър 8 е унищожен при изстрелването си, два дни преди Космос 419 да бъде изстрелян и така Маринър 9 става първият космически апарат в орбита на Марс.
Космос 419 е една от трите съветски сонди от програма Марс изстреляни през 1971 г. (другите два са Марс 2 и Марс 3). За разлика от другите два космически апарата Космос 419 е съставен само от междупланетен модул и няма монтиран спускаем модул. Той е деветият съветски космически апарат изстрелян към Марс.

## Изстрелване
Ракета-носител Протон К успешно извежда орбиталния апарат заедно с ускорителен блок Д в ниска земна паркова орбита с апогей 174 km и перигей 159 km, при инклинация 51,4 градуса. Броячът за възпламеняването на блок Д е бил неправилно поставен и не успява да се задейства. Вместо възпламеняването да се случи час и половина след изстрелването, броячът е бил нагласен за стартиране след година и половина. Тъй като Космос 419 е поставен в ниска околоземна орбита той започва бързо да се спуска и навлиза обратно в атмосферата на 12 май 1971 г., два дни след изстрелването.
Обозначението Космос 419 е произволно дадено от Съветския съюз за космически апарат функциониращ в земна орбита. По това време съветски междупланетни космически апарати, които не успяват да излязат от земната орбита се обозначават като Космос за да се прикрие провала. Ако Космос 419 беше успял да напусне земната орбита, той е щял да получи обозначение „Марс 2“, което е дадено на следващата мисия.